# 퍼스 킨로스

퍼스 킨로스

퍼스 킨로스(영어: Perth and Kinross, 스코트어: Pairth an Kinross, 스코틀랜드 게일어: Peairt agus Ceann Rois)는 스코틀랜드의 의회 구역으로 행정 중심지는 퍼스이며 면적은 5,286km2, 인구는 147,000명(2010년 기준), 인구 밀도는 28명/km2이다. 애버딘셔, 앵거스, 아가일 뷰트, 클라크매넌셔, 던디, 파이프, 하일랜드, 스털링과 접한다.